# Томагавк (сокира)

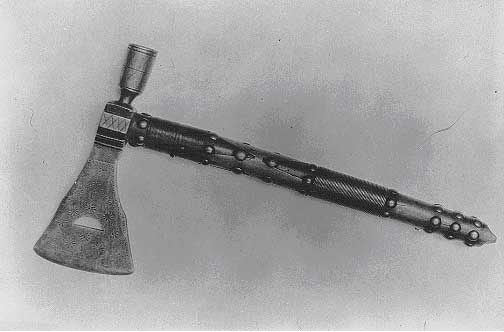
Томагавк, сумісний з люлькою для куріння

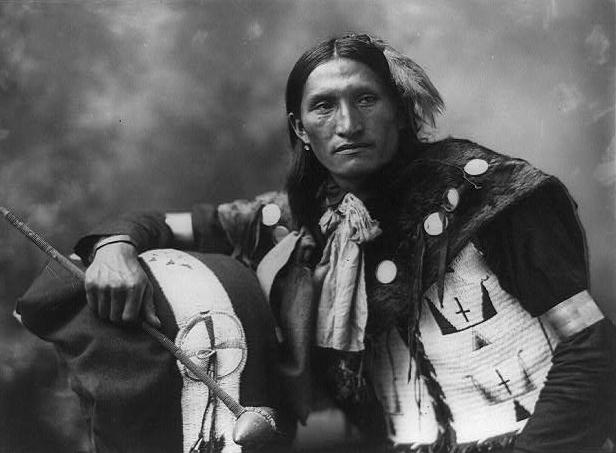
Північноамериканський індіанець; в руці — томагавк

Томага́вк (від алгонкінського — tamahaak, tamahak, tomahawk, англ. tomahawk ['tɔməhɔːk]) — ударна і метальна зброя у північноамериканських індіанців: спочатку пряма або вигнута дерев'яна палиця з кулястим навершям чи прикріпленим каменем, пізніше — топірець, сокирка з кам'яним лезом. Залізні томагавки були популярним товаром, який охоче купували індіанці, тож білі почали виготовляти їх на продаж і врешті залізні томагавки витіснили первісні кам'яні.
Свого часу існувало три типи томагавків: іспанські з лезом схожим на те, що в алебарди, французькі — з лезом у формі вістря списа, англійські, що мали форму невеликої сокирки. Саме форма англійських томагавків стала класичною та архетиповою.